# KorfbalVereniging Tilburg
Korfbal Vereniging Tilburg (KV Tilburg, KVT) is een korfbalvereniging in de wijk De Reeshof van de Nederlandse stad Tilburg. De vereniging is in 1988 ontstaan uit een fusie tussen KV Volt en KV Wandelbos '67. Als officiële oprichtingsdatum wordt 22 juni 1922 aangehouden, de dag dat KV Volt werd opgericht. KV Tilburg speelt buiten op vier kunstgrasvelden en binnen in de sportzaal van de naastgelegen Westerwel sbo-school. 
De vereniging bestond in 2022 100 jaar. In dat jaar promoveerde het eerste team van KVT tweemaal. In de veldcompetitie werd promotie (terug) naar de eerste klasse bewerkstelligd, nadat het enkele jaren in de tweede klasse uitkwam. In de zaal werd middels play-offs promotie naar de overgangsklasse bereikt. Anno 2025 speelt het eerste team in de zaal al enkele jaren Overgangsklasse en is het op het veld gepromoveerd naar de Hoofdklasse.